# Christophe Maé
Christophe Maé (Carpentras, 16 oktober 1975) is een Franse zanger. Zijn echte naam is Christophe Martichon.

## Biografie
Maé is geboren op 16 oktober 1975 in Carpentras, gelegen in het departement Vaucluse. Zijn ouders, Guy en Christine, hebben een bakkerij & patisserie in het centrum van Carpentras. Maé heeft één oudere broer, Frédéric.
Zijn vriendin, Nadège Sarron, beviel op 11 maart 2008 van een zoontje. Aan wie hij het liedje Mon P'tit Gars aan opdroeg.

### Jeugdjaren (-2004)
Christophe Maé komt uit een muzikale familie. Op jonge leeftijd leerde hij viool, piano en drum spelen. Op zestienjarige leeftijd werd hij getroffen door een ernstige ziekte, waarbij hij aan zijn bed gekluisterd was. In deze periode leerde hij de mondharmonica bespelen, ook spitste hij zich toe op zang.
Zoals alle jonge muzikanten, was het voor Maé ook niet gemakkelijk om naam en bekendheid te verwerven. Hij trad op op gala's, feesten en in bars. Hij werd stilaan meer en meer bekend door zijn gastoptredens in de voorprogramma's van artiesten zoals Cher, Seal en Jonathan Cerrada.

### Le Roi Soleil (2004-2006)
Door zijn optreden in het voorprogramma van Jonathan Cerrada, merkte Dove Attia hem op en vroeg hem mee te doen aan de casting voor de musical Le Roi Soleil. Hij kreeg de rol van 'Monsieur', de broer van de koning. Deze musical werd een succes, zowel in Frankrijk als in Wallonië en Zwitserland. Uiteindelijk speelde hij de rol van 'Monsieur' drie seizoenen.
In deze periode heeft Maé ook in samenwerking met de Franse zangeres Zazie een album opgenomen, Sa Danse Donne. Dit album is echter nooit officieel verschenen, al zijn vele liedjes uitgelekt.

### Mon paradis (2007-2008)
Op 19 maart 2007 verscheen zijn eerste officiële album, Mon Paradis. Dankzij de hitsingle On s'attache, werd het album al gauw bekroond met diamant. Er zijn in totaal meer dan 1.600.000 exemplaren over de toonbank gegaan. Volgens Le Figaro werden zijn inkomsten geschat op zo'n 1 750 000 euro in 2007.
In datzelfde jaar, 2007, deed hij ook zijn eerste solotoer, die uiteindelijk een vervolg kreeg met een tweede solotoer in 2008. In zijn eerste toer trad hij vooral op in kleinere zalen in Frankrijk en België, waaronder het Koninklijk Circus. De tweede daarentegen spitste zich toe op grotere zalen in zowel Frankrijk als België, waaronder de Franse Zéniths en het Belgische Vorst Nationaal.
Op de NRJ Music Awards in 2007 krijgt hij de prijs voor de Franse mannelijke revelatie van het jaar. Een jaar later, in 2008, kwamen daar van Beste Franstalige mannelijke vertolker en lied van het jaar voor On s'attache erbij. In maart 2008, werd hij bekroond met Revelatie van het publiek op Les Victoires de la musique.
Op 11 maart 2008 beviel zijn vriendin, Nadège Sarron, van hun eerste zoon, Jules. Een nieuw liedje, Mon p'tit gars genaamd, werd op zijn volgend album, Comme à la maison, opgedragen aan Jules.
Tijdens het nieuwe en achtste seizoen van de Franstalige versie van Star Academy is hij peter van de deelnemers. De meter is Rihanna. Op 29 september 2008 verscheen een live en akoestische versie van zijn debuutalbum Mon paradis, getiteld Comme à la maison. Dit akoestische album werd aangevuld met enkele nieuwe liedjes, waaronder Mon p'tit gars en Moi, j'ai pas le sou. Naar aanleiding van deze uitgave gaf hij ook nog enkele akoestische concerten. Van dit album werden 500.000 exemplaren verkocht. Enkel Francis Cabrel, Les enfoirés en Johnny Hallyday deden het beter.
Datzelfde jaar kwam er ook de dvd Comme à la maison uit. Het toont beelden van een exclusief concert aan het strand van Santa Giulia op Corsica, dat plaatsvond op 18 en 19 juni 2008.
Sinds 2008 maakt hij ook deel uit van Les Enfoirés, benefietconcerten ten voordele van Restos du Coeur. Hier stond hij samen met Patrick Fiori, Alizée en Francis Cabrel op het podium. Ondertussen schreef hij ook enkele teksten voor Johnny Hallyday, namelijk Étreintes fatales, maar daarnaast ook voor Francis Cabrel.

### On trace la route (2009-2010)
In januari 2009 won hij 2 prijzen op de NRJ Music Awards, namelijk Beste mannelijke artiest en Lied van het jaar voor Belle Demoiselle. Volgens Le Figaro zou hij in 2008 ongeveer 2,1 miljoen euro hebben verdiend. Ten slotte is Maé nog peter geworden van de vereniging "Un Sourire, Un Espoir pour la Vie" van Paul Olmeta.
Begin 2009 heeft Maé het liedje Pas de différence meegeschreven en mee-ingezongen met de groep Bisso-na-Bisso. Vervolgens werkte hij aan een nieuw album, dat op 22 maart 2010 uitkwam onder de titel On trace la route. De eerste single van dit nieuwe album, Dingue Dingue Dingue, werd voor het eerst op 27 november 2009 op de radio uitgezonden, gevolgd door de tv-première van de clip, die te zien was vanaf 30 november. Het leidde tot een hit.

### Je veux du bonheur (2013-2016)
In 2013 verscheen zijn vierde album Je veux du bonheur, waarvan de eerste single Tombé sous le charme een hit werd.

## Discografie

### Albums
| Album met hitnotering(en) in de Vlaamse Ultratop 200 albums | Datum van verschijnen | Datum van binnenkomst | Hoogste positie | Aantal weken | Opmerkingen |
| ----------------------------------------------------------- | --------------------- | --------------------- | --------------- | ------------ | ----------- |
| Mon paradis                                                 | 19-03-2007            | -                     |                 |              |             |
| Comme à la maison                                           | 29-09-2008            | -                     |                 |              |             |
| On trace la route                                           | 20-03-2010            | -                     |                 |              |             |
| On trace la route - Le live                                 | 26-09-2011            | 08-10-2011            | 99              | 1            | Livealbum   |
| Je veux du bonheur                                          | 15-06-2013            | -                     |                 |              |             |
| L'attrape-rêves                                             | 13-05-2016            | -                     |                 |              |             |

### Singles
| Single met hitnotering(en) in de Vlaamse Ultratop 50 | Datum van verschijnen | Datum van binnenkomst | Hoogste positie | Aantal weken | Opmerkingen |
| ---------------------------------------------------- | --------------------- | --------------------- | --------------- | ------------ | ----------- |
| Tombé sous le charme                                 | 2013                  | 15-06-2013            | tip97*          |              |             |

## Tracklist albums
| Sa danse donne (2006)            |
| -------------------------------- |
| (nooit uitgegeven)               |
| 1. J'ai la aime                  |
| 2. Sa danse donne                |
| 3. En ton nom                    |
| 4. Quitte à être seul            |
| 5. Donald dans les docks (Daisy) |
| 6. Tout ce temps qui passe       |
| 7. Partir                        |
| 8. Pardonne moi                  |
| 9. Ma peine capitale             |
| 10. Laurine                      |
| 11. On ne garde rien             |
| 12. Elle n'a rien compris        |
| 13. Je cherche la voix           |

| Mon Paradis (2007)            |
| ----------------------------- |
| 1. On s'attache               |
| 2. Mon paradis                |
| 3. Belle demoiselle           |
| 4. Parce qu'on ne sait jamais |
| 5. Ça fait mal                |
| 6. L'art et la manière        |
| 7. C'est ma terre             |
| 8. Maman                      |
| 9. Ma vie est une larme       |
| 10. Va voir ailleurs          |
| 11. Mon père spirituel        |
| 12. Spleen                    |
| BONUS: Sa danse donne         |
| BONUS: J'ai la aime           |

| Comme à la maison (2008)    |
| --------------------------- |
| 1. Mon paradis              |
| 2. Ma vie est une larme     |
| 3. Va voir ailleurs         |
| 4. On s'attache             |
| 5. Ça fait mal              |
| 6. Belle demoiselle         |
| 7. Maman                    |
| 8. Mon p'tit gars           |
| 9. J'ai pas le sou          |
| 10. Sa danse donne          |
| 11. Mon père spirituel      |
| 12. Tribute To Bob Marley   |
| 13. Parce qu'on sait jamais |
| 14. C'est ma terre          |

### Le Roi Soleil
| Deel van soundtrack: Le Roi Soleil |
| ---------------------------------- |
| Ça marche                          |
| À qui la faute                     |
| Un geste de vous                   |
| Tant qu'on rêve encore             |
| Et vice Versailles                 |

### Dvd
| Comme à la maison (2008)    |
| --------------------------- |
| 1. Mon paradis              |
| 2. Ma vie est une larme     |
| 3. Va voir ailleurs         |
| 4. On s'attache             |
| 5. Ça fait mal              |
| 6. Belle demoiselle         |
| 7. Maman                    |
| 8. Mon p'tit gars           |
| 9. Moi j'ai pas le sou      |
| 10. Sa danse donne          |
| 11. Mon père spirituel      |
| 12. Tribute To Bob Marley   |
| 13. Parce qu'on sait jamais |
| 14. C'est ma terre          |

## Succes
In Frankrijk, Wallonië & Zwitserland is Christophe Maé razend populair geworden op korte tijd. Zijn nummers werden constant gedraaid op de muziekzenders, trad op in vele televisieshows en verscheen vaak in kranten en tijdschriften. Zijn debuutalbum, Mon paradis, piekte zowel in Frankrijk als in Franstalig België op nummer 1. In totaal bleef het album 104 weken in de Franse hitlijsten en 81 weken in de Waalse Ultratop 50.
Ook zijn tournee was een enorm succes. De twee geplande concerten in België, respectievelijk in Brussel en Luik, werd opgetrokken tot 7 concerten. Twee in Luik en vijf keer in Brussel, waarvan 4 keer in Vorst Nationaal.
Zijn succes roept ook tegenstand en kritiek op, zo waren er grote meningsverschillen over zijn optreden op het festival van Vieilles Charrues. Op Facebook zijn er ook talrijke Anti-Christophe Maé-groepen.

## Prijzen
- NRJ Music Award
  - 2007 : "Franse revelatie van het jaar" (Révélation française de l'année)
  - 2008 : "Beste Franse mannelijke artiest" (Artiste masculin français)
  - 2008 : "Franstalig lied van het jaar voor On s'attache" (Chanson française de l'année pour On s'attache)
  - 2009 : "Franstalige mannelijke artiest van het jaar" (Artiste masculin français de l'année)
  - 2009 : "Franstalig lied van het jaar voor Belle demoiselle" (Chanson française de l'année pour Belle demoiselle)
- Victoires de la musique
  - 2008 : "Revelatie van het jaar" (Révélation du public)
- World Music Awards
  - 2008 : "Franse artiest van het jaar"
- Varie
  - 2008 : "Winnaar titel "Lied van het jaar" op TF1" (Chanson de l'Année)